# Comuna Brønderslev (1970-2006)
Brønderslev (Brønderslev Kommune) a fost o comună din comitatul Nordjyllands Amt, Danemarca, care a existat între anii 1970-2006. Comuna avea o suprafață totală de 316,95 km² și o populație de 20.151 de locuitori (în 2004), iar din 2007 teritoriul său face parte din comuna Brønderslev-Dronninglund.
1. ↑  Danske borgmestre 1970-2018 (PDF)